# Neferneferuaton (faraon)
Anch(et)cheperure Neferneferuaton – kobieta-faraon władająca Egiptem u schyłku okresu amarneńskiego w czasach XVIII dynastii. Prawdopodobnie została królem pod koniec panowania Echnatona lub po jego śmierci. Najczęściej utożsamiana jest z królową Nefertiti lub Meritaton. 

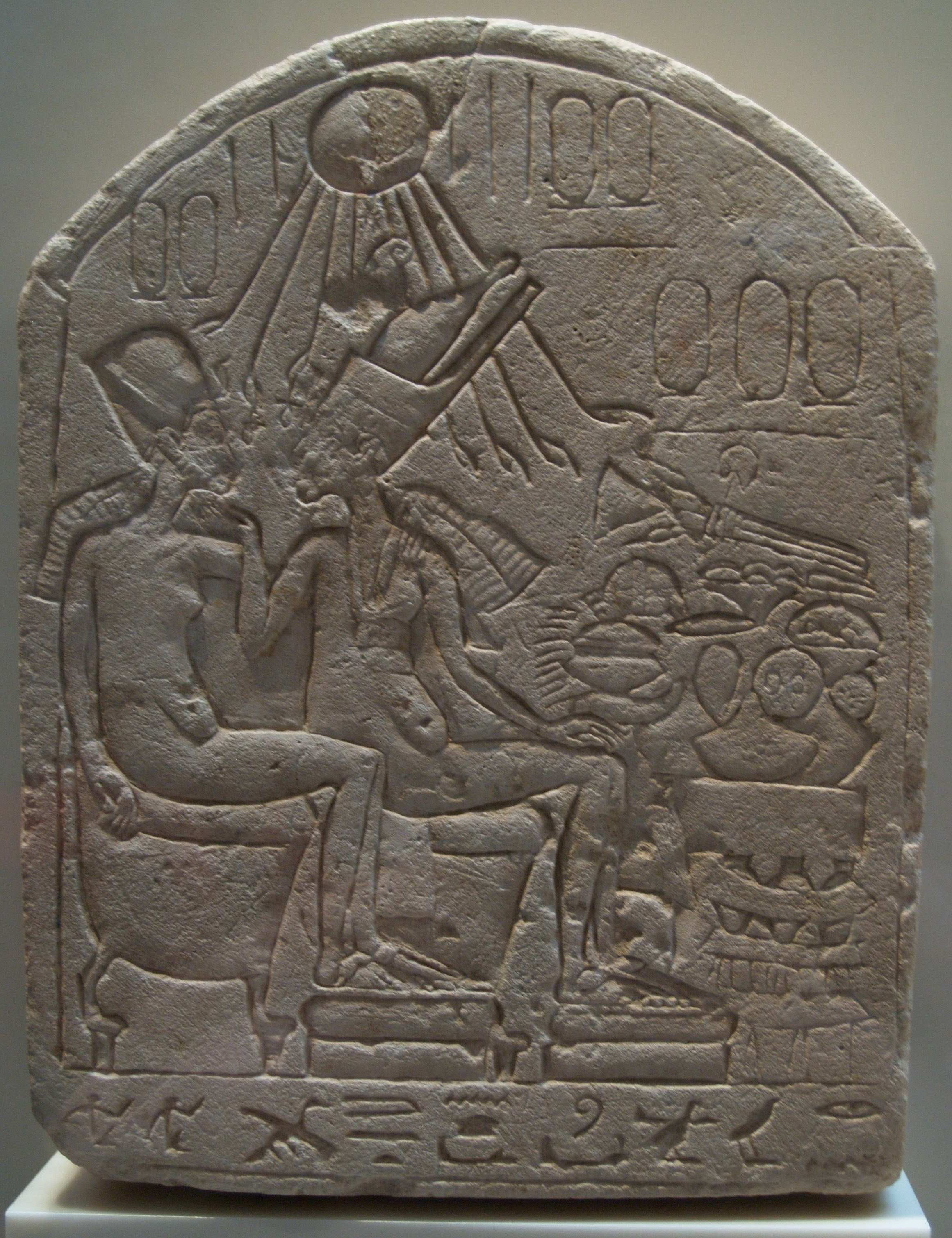
Stela przedstawiająca dwóch władców w intymnej pozie – być może Echnatona i Neferneferuaton

Przez lata jej istnienie było przedmiotem dyskusji. Początkowo jej postać łączono z męskim królem Semenchkare. W 1988 r. James Allen opublikował artykuł, w którym wykazał, że Semenchkare i Neferneferuaton to dwie różne osoby. Kolejny przełom nastąpił w 1998 r., kiedy Marc Gabolde dowiódł, że niektóre kartusze Neferneferuaton zawierają epitet użyteczna dla swego męża, co ostatecznie potwierdziło kobiecą płeć faraona. 
Poświadczeniem panowania Neferneferuaton jest hieratyczne graffito z grobu Pairi (TT139). Tekst datowany jest na rok 3, czwarty miesiąc pory peret, dzień 3. Jest to najwyższa znana data z czasów jej panowania. Jej rządy były zatem krótkotrwałe – panowała niecałe 3 lata. Graffito w wielu miejscach wymienia imię Amona, wspomniana jest także świątynia Anchcheperure w Tebach. Świadczy to o zbliżeniu z Tebami i wznowieniu kultu Amona w czasach panowania kobiety-faraona.
Nieznane jest miejsce pochówku królowej Neferneferuaton. Wiadomo jednak, że niektóre przedmioty należące do jej wyposażenia grobowego zostały wykorzystane przy pochówku Tutanchamona. Nicholas Reeves ocenia, że prawie 80% wyposażenia grobowego Tutanchamona pochodzi z dóbr grobowych należących do kobiety-faraona, w tym jego złota maska, środkowa trumna, urny kanopskie, złocone panele, figurki uszebti, skrzynie czy królewska biżuteria. Oznacza to, że grób Neferneferuaton został sprofanowany po śmierci Tutanchamona lub też nigdy nie została ona pochowana jako król.

## Tożsamość

### Nefertiti

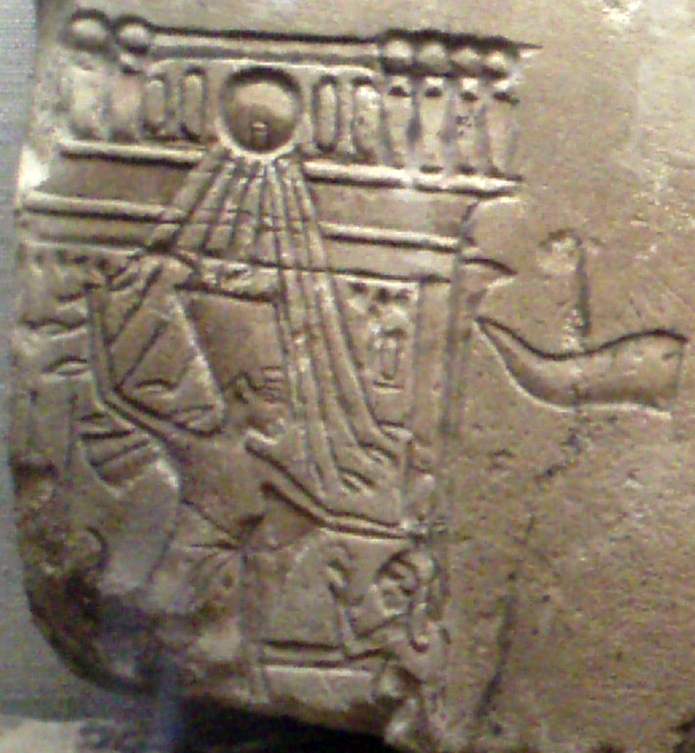
Nefertiti w scenie pokonywania wrogów Egiptu

Kandydatura Nefertiti została wysunięta w 1973 r. przez J.R. Harrisa. Na jej związek z Neferneferuaton wskazuje zbieżność jej imienia, które jako pełne imię królowej brzmiało Neferneferuaton-Nefertiti. Stała się więc ona naturalną kandydatką. Pozostałości malowanego tynku noszącego królewskie imiona Neferneferuaton, znalezione w Pałacu Północnym w Amarnie i  uważanego za rezydencję Nefertiti, wspierają tę identyfikację. Nefertiti odgrywała znaczącą rolę w czasie panowania Echnatona. Ukazywana była niekiedy w scenach zastrzeżonych dla władcy, np. w scenie gromienia wrogów Egiptu. Niedawne odkrycie hieratycznej inskrypcji wymieniającej imię królowej w 16 roku panowania Echnatona, wskazuje, że pod koniec panowania męża Nefertiti wciąż żyła i nosiła tytuł Wielkiej Królewskiej Małżonki. Wskazuje to na samodzielne rządy Neferneferuaton po śmierci Echnatona.

### Meritaton
Kandydaturę Meritaton zaproponował w 1973 r. Rolf Krauss. Na tę możliwość wskazuje Manethon, który w swoim dziele Aegyptiaca wymienia postać władczyni o imieniu Akencheres, która miała wstąpić na tron po śmierci swego ojca Orosa, utożsamianego z Echnatonem. Miała panować 12 lat i 1 miesiąc, co po korekcie może odpowiadać 2 latom panowania Neferneferuaton.  Przeciwko tej teorii świadczy jednak fragment skrzynki z grobu Tutanchamona, który wymienia Echnatona, Neferneferuaton oraz Meritaton jako trzy różne osoby.

### Neferneferuaton-Taszerit
Jako kandydatka bywa też czasem wysuwana czwarta córka Echnatona o imieniu Neferneferuaton-Taszerit. Poważną przeszkodą jest tu jednak wiek księżniczki, która w momencie śmierci Echnatona miała prawdopodobnie 10 lat, a więc była zbyt młoda.

## Tytulatura
| M23 · X1 | L2 · X1 |

| M23 · X1 | L2 · X1 |

| ra | anx | xpr | Z3A |

| ra | anx | xpr | Z3A |

| ra | anx | xpr | Z3A |

| ra | anx | xpr | Z3A |

| M23 · X1 | L2 · X1 |

| M23 · X1 | L2 · X1 |

| ra | anx | xpr | Z3A |

| ra | anx | xpr | Z3A |

| ra | anx | xpr | Z3A |

| ra | anx | xpr | Z3A |

| G39 | N5 |

| G39 | N5 |

| i | t · n · N5 | nfr | nfr | nfr | nfr |

| i | t · n · N5 | nfr | nfr | nfr | nfr |

| i | t · n · N5 | nfr | nfr | nfr | nfr |

| i | t · n · N5 | nfr | nfr | nfr | nfr |

| G39 | N5 |

| G39 | N5 |

| i | t · n · N5 | nfr | nfr | nfr | nfr |

| i | t · n · N5 | nfr | nfr | nfr | nfr |

| i | t · n · N5 | nfr | nfr | nfr | nfr |

| i | t · n · N5 | nfr | nfr | nfr | nfr |